# Acamarachi
Acamarachi także Cerro Pili  – drzemiący stratowulkan w Andach w północnym Chile.

## Opis
Stratowulkan (6023 m n.p.m. ) w Andach w północnym Chile . Jego wybitność wynosi 1200 m .
Zbudowany ze skał andezytowych i dacytowych, charakteryzuje się stromymi zboczami . Na północnym zboczu znajduje się duża kopuła wulkaniczna . Na szczycie słabo zachowany krater .
Zaliczany do wulkanów drzemiących , data jego ostatniej erupcji nie jest znana .